# Horaia longipes
Horaia longipes är en tvåvingeart som beskrevs av Tonnoir 1932. Horaia longipes ingår i släktet Horaia och familjen Blephariceridae. Inga underarter finns listade i Catalogue of Life.